# Sydney Warburg
Sydney Warburg es el seudónimo de un autor anónimo y redactó el libro Las fuentes financieras del nacionalsocialismo, tres conversaciones con Hitler.

## Publicación
Ese libro fue publicado por primera vez en 1933.

## Tema
Sydney Warburg explica en su libro que el acceso de Hitler al poder en 1933 fue ayudado directamente por financieros de Wall Street, jugando él un papel de intermediario.